# Sárospatak
Sárospatak là một thành phố thuộc hạt Borsod-Abaúj-Zemplén, Hungary. Thành phố này có diện tích 139,19 km², dân số năm 2010 là 13060 người, mật độ 94 người/km².